# 帕欽 (紐約州)
帕欽（英語：Patchin）是位於美國紐約州伊利縣的非建制地區。

## 歷史
帕欽的郵局於1850年設立，其後於1909年停運。

## 地理
帕欽所處的海拔為高於海平面275米（即902英呎），而該地所採用的時區為UTC-5，即北美东部时区（EST）。同時該地設有夏令時間，為UTC-5調快一小時，即UTC-4（EDT）。